# Gokishichidō

| Gokishichidō: | Gokishichidō: | Gokishichidō: | Tōsandō |
|               |               | Hokurikudō    | Tōsandō |
|               | San’indō      | Tōsandō       | Tōkaidō |
|               | San’yōdō      | Kinai         |         |
| Saikaidō      | Nankaidō      |               |         |
| Saikaidō      |               |               |         |

Gokishichidō (五畿七道, Gokishichidō, lit. cinco províncias e sete circuitos) eram as antigas unidades administrativas organizadas no Japão durante o Período Asuka (538–710 d.C.), como parte do sistema de direito e governo importado dos chineses. Embora essas unidades tenham perdido seu caráter administrativo depois do Período Muromachi (1336–1573), permaneceram como importantes unidades geográficas até o século XIX. O Gokishichidō consistia em cinco províncias em Kinai (畿内) ou “região da capital”, mais sete dō (道) ou “circuitos”, cada um contendo suas próprias províncias.

## Cinco províncias
As cinco províncias de Kinai eram áreas do entorno da capital imperial (primeiramente Heijō-kyō em Nara, posteriormente Heian-kyō em Kyoto). Elas eram:
- Província de Yamato  (atual prefeitura de Nara)
- Província de Yamashiro  (atual parte sul da prefeitura de Kyoto, incluindo a cidade de Kyoto)
- Província de Kawachi  (atual parte sul da prefeitura de Osaka)
- Província de Settsu  (atual parte norte da prefeitura de Osaka, incluindo a cidade de Osaka, e partes da prefeitura de Hyōgo)
- Província de Izumi  (atual parte sul da prefeitura de Osaka)

## Sete circuitos
Os sete dō ou circuitos eram unidades administrativas partindo da região de Kinai em diferentes direções.  Para cada uma das sete regiões, havia uma estrada ligando as capitais de suas províncias, conectando as capitais provinciais à capital imperial. Os sete dō eram:
- Tōkaidō  (ao leste da costa do Pacífico).[1]
- Tōsandō  (ao nordeste pelos Alpes japoneses).[1]
- Hokurikudō  (ao nordeste pelo Mar do Japão).[2]
- San'indō  (ao oeste pela costa do Mar do Japão).[3]
- San'yōdō  (ao oeste pela costa norte do Mar Interior).[3]
- Nankaidō  (ao sul da Península de Kii e as ilhas de Awaji e Shikoku).[4]
- Saikaidō  (a ilha “ocidental”, Kyūshū).

## Gokaidō
As estradas Gokishichidō não devem ser confundidas com as Cinco Rotas de Edo (五街道 Gokaidō), que eram as cinco maiores estradas até Edo durante o Período Edo (1603–1867). Tōkaidō era uma das cinco rotas, mas as outras não.

## Perímetros regionais
| Kinai    | Tōkaidō  | Tōsandō  | Hokurikudō |
| San'indō | San'yōdō | Nankaidō | Saikaidō   |

Kinai e as sete regiões.

Algumas poucas regiões japonesas, como Hokuriku e Sanyō, mantiveram seus nomes Gokishichidō. Outras partes do Japão, como Hokkaidō e as ilhas Ryukyu, nunca foram incluídas no Gokishichidō, pois não foram colonizadas pelo Japão até o século XIX, e as divisões geográficas do Gokishichidō, bem como os domínios han (藩), deram lugar ao sistema de prefeituras. Inicialmente o governo tentou organizar Hokkaidō como um oitavo dō (vide o nome), mas logo foi consolidada como uma prefeitura simples. Ver o artigo Províncias do Japão.